# Bandundu (ville)
Pour les articles homonymes, voir Bandundu.
Bandundu est une ville portuaire, chef-lieu de la province du Kwilu en république démocratique du Congo.

## Géographie
Elle située à la confluence des rivières Kwilu et Kasaï à 232 km de Kikwit, 207 km de Kenge et 400 km au nord-est de Kinshasa.

## Histoire
Bâtie sur la rive du Kwilu, dans une zone de savane boisée, à deux pas de la forêt équatoriale. Bandundu, anciennement Banningville (d'après Émile Banning) est la plus jeune des capitales régionales de république démocratique du Congo. Elle en a ravi le titre à Kikwit en 1966 lors du regroupement des anciennes provinces de Kwilu, Kwango et Maï-Ndombe qui, depuis, devaient constituer la province du Bandundu. Cette décision a été matérialisée en 1971 après que l'agglomération de Banningville a acquis le statut d'une ville suivant une ordonnance du Président Mobutu du 21 novembre 1969.
Bandundu était à la fois le nom d'une ancienne province administrative et de son chef-lieu à l'époque. Situé dans l'actuelle province du Kwilu, il hébergera encore les institutions de cette nouvelle province.
Vers la fin de la décennie 90, la ville de Bandundu s'est illustrée comme une ville universitaire. Grâce à la politique d'essaimage des établissements d'enseignement supérieur et universitaire lancé par le Maréchal Mobutu, à l'époque président de la République du Zaïre. Au XXIe siècle, en raison de la décentralisation, la ville de Bandundu n'est plus le chef-lieu de la province, mais elle compte parmi les neuf villes d'importance socio-économique de la république démocratique du Congo que sont Baraka, Bandundu, Beni, Boma, Butembo, Likasi, Mwene-Ditu, Uvira et Zongo.
| année | habitants | superficie |
| ----- | --------- | ---------- |
| 1960  | 15 000    | 264 ha     |
| 1971  | 50 623    | 400 ha     |
| 1984  | 64 642    |            |
| 1999  | 78 425    | 1384 ha    |
| 2004  | 117 197   | 22200 ha   |

L'administration coloniale construit la cité européenne autour du port fluvial. Peu après, une cité indigène est érigée au sud du noyau initial. Mais la ville est abandonnée par l'administration, à la suite d'une épidémie de maladie du sommeil due à la mouche tsé-tsé. Au lendemain de l'indépendance, Bandundu n’était qu’un gros village de pêcheurs dont la population ne dépassait guère 15 000 habitants.
En 1971, la ville de Bandundu devient le chef-lieu de la province de Bandundu et connait une croissance spectaculaire.

## Communes
La ville de Bandundu est composée de 3 communes subdivisées en 20 quartiers : Basoko, Disasi (avec Wombali) et Mayoyo.
| Commune  | Quartiers (nbre) | Pop. (2003) | Superf. (km2) | Noms des quartiers                                                                  |
| -------- | ---------------- | ----------- | ------------- | ----------------------------------------------------------------------------------- |
| Basoko   | 6                | 75 203      | 70,25         | Air Congo • Buza • Ifuri • Lumbu • Nfusi • Salongo                                  |
| Disasi   | 9                | 112 236     | 29,20         | Ibole • Kamanyola • Kwango • Lwani • Mampuya • Mobutu • Molende • Nsélé • Salaminta |
| Mayoyo   | 6                | 79 580      | 122,55        | Bosembo • Ito • Kimvuka • Malebo • Musaka • Ngamilele                               |
| Bandundu | 21               | 261 541     | 222,00        |                                                                                     |

## Administrations
| Période        | Période        | Identité                | Étiquette | Qualité |
| -------------- | -------------- | ----------------------- | --------- | ------- |
|                |                | Martine Bokenge         |           | maire   |
| septembre 2008 | septembre 2012 | Cathy Lusamba Bompongo  | PPRD      | maire   |
| Octobre 2013   |                | Joséphine Lola Masikini | PPRD      | Maire   |

## Société
La localité est le siège de cinq paroisses catholiques, Saint Hippolyte fondée en 1901, Saint-Paul, Yezu Kristu, Nto Luzingu et Notre-Dame du Rosaire, elles sont rattachées à la doyenné de Bandundu du diocèse de Kenge.

## Population
Le dernier recensement de la population date de 1984, l'accroissement annuel de la population est estimé à 2,56,.
| 1984   | 2004    | 2012    |
| ------ | ------- | ------- |
| 63 642 | 117 197 | 143 435 |

## Éducation
- Université de Bandundu, UNIBAND
- Institut Supérieur des techniques médicales de Bandundu , ISTM Bandundu
- Institut Supérieur de commerce de Bandundu , ISC Bandundu
- Institut Supérieur Pédagogique de Bandundu , ISP Bandundu

## Environnement

### Climat
Le climat de la ville de Bandundu est caractérisé par des étés courts, très chauds, lourds et nuageux dans l'ensemble. Les hivers y sont courts, chauds, couverts, oppressants, et soumis à des précipitations. Au cours de l'année, la température varie généralement entre  21 °C et 33 °C et est rarement inférieure à 19 °C, ou supérieure à 36 °C.

## Économie
Les grandes activités de la ville s’articulaient d'abord autour de son port; ensuite, elles se sont étendues dans l'ancienne cité dite, jadis, "des indigènes" et se développent présentement à travers toute la ville voire en ses faubourgs. Un trafic assez intense anime les ports de Bandundu où se croisent les navires qui montent vers Kikwit et ceux qui descendent vers Kinshasa également ceux qui naviguent sur la rivière Kasaï et transitent par Dima/Lumbu, un des quartiers nord de Bandundu/ville, pour s'approvisionner.
Dima/Lumbu garde le ferment de l'industrialisation de Bandundu/ville. Divers projets y afférents s'appuient sur la bonne extraordinaire desserte électrique de la ville de Bandundu connectée au réseau Inga.
Cette desserte électrique constitue un important atout dans une région à vocation essentiellement agricole et qui ne voudrait plus demeurée qu'une source de ravitaillement de la capitale congolaise en vivres et matières premières (huile de palme, manioc, chicuang, poissons...).
Plusieurs initiatives s'enregistrent dans la ville Bandundu pour son industrialisation et une nouvelle dynamique entretenue par des jeunes acteurs tente de booster l'économie dans cette ville. Comme l'ont accompli jadis André Bo-Boliko Lokonga, Joseph Nsinga Udjuu, Pierre Lebughe, Bondo Nsama, Prospère Mpeye et son frère Nestor Mpeye, le Professeur Balanda, Roger Panuka ainsi que l'Honorable Munshemvula Iziasuma Kesazo Pierre-Gérard, dont le fils, Maître Papy NIANGO a succédé en novembre 2011 en qualité de Député national de Bandundu/ville. Dénis Tabiana, Léonard Beleke, Herman Mutima, Freddy Matungulu, avec le concours de l'Union pour la rélance du développement de Bandundu et de ses environs, une association sans but lucratif créée par les natifs de cette ville œuvrant tant à Kinshasa qu'à travers le monde, ont aussi concouru à l'achèvement de l'œuvre d'érection de cette ville comme l'ont commencé Honoré Disasi, Henri Balanda et Louis Nkieri, des territoriaux qui ont administré cette ville.[pas clair]
Sans relâche, des acteurs politiques et ressortissants de cette ville œuvrent considérablement pour son éclosion. À cet effet, ils ont toujours bénéficié du soutien de l'Église catholique à travers les pères missionnaires de la Société du Verbe Divin [SVD].

## Sites touristiques
- Place de la femme, statut
- Majestic Hôtel, Hôtel de la place
- Rivière Kwilu,